# André Stein
André Loyola Stein (Vila Velha, 19 de agosto de 1994) é um jogador de vôlei de praia brasileiro.

## Vida Pessoal
André Loyola Stein é filho do administrador de empresas Adamastor Stein e da professora Lilian Loyola Stein. Natural de Vila Velha, ES, teve seus primeiros contatos com o esporte na escola em que teve sua formação básica, o Colégio Americano Batista de Vitória.

## Carreira
Descoberto pelo projeto social Vôlei Vida no ES, André destacou-se nas categorias de base chegando a seleção capixaba no vôlei de quadra. Com boas atuações, chamou atenção de treinadores do vôlei de praia e trocou a quadra pela areia.
Entrou para a história em 2017 ao ser o mais jovem vencedor de uma edição do Campeonato Mundial de Vôlei de Praia, este disputado em Viena, Áustria, e na ocasião desta medalha de ouro ele jogou ao lado de Evandro Gonçalves.
Em 2017 jogando com Evandro Gonçalves obteve na correspondente FIVB World Tour Finals disputada em Hamburgo alcançou a medalha de prata e conquistou a medalha de bronze na segunda edição do Campeonato Mundial de Vôlei de Praia realizado no Rio de Janeiro. Em 2020 ao lado de George Wanderley tornou-se bicampeão do Circuito Brasileiro de Vôlei de Praia.